# Kaxon
Kaxon war ein Gewichtsmaß in südamerikanischen Bergwerken. Als Bergwerksmaß macht es eine Ausnahme, da es bei Gewichtsmaße im Bergbau, besonders bei Gold und Silber, überwiegend nach der Mark ging.
- 1 Kaxon = 50 Zentner